# Bernardo García Fernández
Bernardo García Fernández (c. 1827-1885) fue un político y periodista español, diputado a Cortes durante la Primera República.

## Biografía
Nacido hacia 1827 y considerado un republicano moderado, como político ejerció los cargos de diputado a Cortes, al obtener escaño por el distrito gaditano de Grazalema en las elecciones de agosto de 1872 y en las de mayo de 1873, y de ministro de España en Portugal. Fue fundador y director durante muchos años del periódico madrileño La Discusión. Perteneciente a la masonería, falleció en Londres, en abril de 1885. Fue enterrado en The London Necropolis and National Mausoleum, condado de Surrey.